# Bret Lunsford
Bret Lunsford (nascido em 12 de dezembro de 1962) é vocalista, compositor, guitarrista e um dos membros fundadores das bandas Beat Happening e D+.